# زیردریایی یو-۲۱۴
زیردریایی یو-۲۱۴ (به انگلیسی: German submarine U-214) یک زیردریایی بود که طول آن ۷۶٫۹ متر (۲۵۲ فوت ۴ اینچ) بود. این زیردریایی در سال ۱۹۴۱ ساخته شد.